# Сан-Марино на зимових Олімпійських іграх 2006
Сан-Марино брало участь у Зимових Олімпійських іграх 2006 року у Турині (Італія), але не завоювало жодної медалі. Єдиним учасником був гірськолижник Маріно Карделлі, який ніс прапор збірної Сан-Марино на церемонії відкриття Олімпійських ігор.

## Гірськолижний спорт
Маріно Карбеллі мав найнижчий рейтинг серед спортсменів у гігантському слаломі. Під час виступу не зміг фінішувати. Був дискваліфікований і посів передостаннє місце.
| Спортсмен       | Змагання           | Фінал        | Фінал        | Фінал        | Фінал        | Фінал        |
| Спортсмен       | Змагання           | Спуск 1      | Спуск 2      | Спуск 3      | Всього       | Місце        |
| --------------- | ------------------ | ------------ | ------------ | ------------ | ------------ | ------------ |
| Маріно Карделлі | Гігантський слалом | Не фінішував | Не фінішував | Не фінішував | Не фінішував | Не фінішував |